# اچ‌دی ۱۱۲۰۲۸
اچ‌دی ۱۱۲۰۲۸ یک ستاره است که در صورت فلکی زرافه قرار دارد.